# 웃음 가스 (영화)
웃음 가스(Laughing Gas)는 미국에서 제작된 찰리 채플린 감독의 1914년 영화이다. 찰리 채플린 등이 주연으로 출연하였고 맥 세네트 등이 제작에 참여하였다.

## 출연

### 주연
- 찰리 채플린

### 조연
- 프리츠 쉐이드
- 슬림 서머빌
- 조세프 스위카드
- 맥 스웨인
- Gene Marsh